# Dibamus nicobaricum
Dibamus nicobaricum es una especie de escamosos de la familia Dibamidae.

## Distribución geográfica
Es endémica de las islas Nicobar meridionales, pertenecientes a la India.

## Estado de conservación
Se encuentra amenazada por la pérdida de su hábitat natural.